# The Walking Dead: Season Two
The Walking Dead: Season Two es un videojuego interactivo y dramático de aventura basado en la serie de cómics The Walking Dead desarrollado por Telltale Games. Es la secuela del videojuego The Walking Dead, con los episodios lanzados entre diciembre de 2013 y agosto de 2014, y una edición de disco de un coleccionista al por menor prevista para la conclusión de la temporada.
El juego emplea la misma estructura narrativa del primer videojuego, donde la elección del jugador en un episodio tendrá un impacto permanente en los elementos de la historia futura. Las opciones de jugador registradas en los archivos guardados de la primera temporada y el episodio adicional de 400 días se transfieren a la segunda temporada. Clementine, que fue la compañera del jugador durante la primera temporada, es el jugador-personaje de la segunda temporada.

## Jugabilidad
Es similar al videojuego anterior, The Walking Dead: Season Two es un juego de aventura de apuntar y hacer clic. El jugador toma control de Clementine, y puede dirigir al personaje alrededor del ambiente, examinar e interactuar con varios elementos del escenario y recoger y usar objetos para avanzar la historia. El jugador también puede iniciar conversaciones con personajes que no sean jugadores a través de texto de conversación. Ciertas respuestas de otros personajes pueden ofrecer al jugador múltiples opciones para seleccionar, incluyendo la opción de permanecer en silencio, con un limitado cantidad de tiempo para hacer la selección; Si el jugador no selecciona una opción, la conversación continuará como si se hubiera quedado callada. Tales opciones pueden afectar cómo los otros personajes reaccionarán más tarde a Clementine, lo que puede influir en eventos posteriores en la historia. Otras escenas son más orientadas a la acción, lo que obliga al jugador a completar los eventos de tiempo rápido para evitar que Clementine o sus aliados de ser asesinados. Si el jugador falla en estos eventos, el juego se reiniciará al inicio de dichas escenas. Tales escenas de acción también pueden requerir que el jugador tome una decisión clave dentro de un marco de tiempo limitado, como por ejemplo, cuál de los dos personajes puede salvar de los caminantes atacantes.
Las decisiones y acciones del jugador afectarán los elementos de la historia en episodios posteriores. La segunda temporada también incorpora las opciones del jugador de la primera temporada y el DLC 400 Days, a través del archivo de juego guardado de estos juegos, para influir en la historia y los eventos en estos episodios.

## Historia
The Walking Dead: Season Two sigue al primer juego, y coincide con los eventos del cómic, en los que ha ocurrido un apocalipsis zombi, convirtiendo a los humanos que son mordidos o mueren en zombis, o "caminantes". El juego se establece sobre todo más de un año después de su predecesor. Mientras que el juego comienza en Georgia, el ajuste se mueve a lugares más septentrionales como los supervivientes dirigen hacia Míchigan, creyendo allí encontrarse un campo superviviente gigante.
Episodio 1: Todo lo que queda
A más de dos años de la muerte de Lee, Clementine ha podido sobrevivir acompañada de una Christa en luto tras el asesinato de Omid durante un altercado y la posterior perdida de su hijo no nato. Ambas se dirigen a Wellington, un supuesto campamento para supervivientes en Míchigan, a medida que el invierno se acerca. Sin embargo, durante una tarde lluviosa, Clementine es separada de su cuidadora por un grupo de carroñeros, siendo que después de una persecución esta termina a su suerte en mitad del bosque. 
Desesperada por alimento, Clem utiliza la ayuda de un perro abandonado para hallar una lata de frijoles, desencadenando un enfrentamiento con el animal que termina en la muerte de este y en ella siendo mordida gravemente. Dicha herida le cuesta la confianza de un grupo de supervivientes de la zona, quienes tras rescatarla de los caminantes, deciden encerrarla en el cobertizo de su cabaña para esperar lo peor. 
Ingeniándosela como puede, la niña consigue sanar su herida y demostrar su valía ante el grupo tras acabar por su cuenta con un caminante, ganándose su confianza. Tras ser atendida por el médico Carlos, este le advierte sobre no quebrar la inocencia de su hija Sara, ignorante de la crueldad en el mundo exterior, posteriormente, Clem estrecha lazos con uno de los líderes, Luke, quien la invita a quedarse con ellos, pese a la negativa de la pareja de esposos y futuros padres, Alvin y Rebeca.
A la mañana siguiente, Pete, un veterano de guerra, y su sobrino, Nick, invitan a la pequeña a pescar, sólo para hallar el rastro de muerte de un villano sin identificar y ser atacados por una horda de caminantes que los separa en el bosque.
Episodio 2: Una casa dividida
Tras la conmoción, Clementine consigue volver por refuerzos a la cabaña, quedando al cuidado de Sarah mientras el resto salen a buscar a los extraviados. Durante su tiempo a solas, un desconocido irrumpe en el lugar y mantiene un diálogo algo tenso con Clem, dejando claras sus intenciones de estar buscando al grupo, antes de marcharse. Una vez vuelven los adultos, estos identifican al intruso como Bill Carver, líder tiránico de una comunidad a la que antes pertenecían, por lo que proceden a huir de la zona antes de una posible emboscada. En el camino, el grupo halla el cadáver devorado de Pete, lo cual deja a Nick abatido.
Cinco días de viaje después, el grupo halla un potencial refugio en las montañas, matando a un superviviente aparentemente solitario por un malentendido con Nick. Una vez consiguen llegar al refugio: un centro de esquí, descubren se encuentra habitado por individuos armados, sin embargo, Clementine identifica a uno de ellos como Kenny (creído muerto en la primera temporada), permitiendo la estadía del grupo sin restricciones.
Kenny y Clem se ponen al día, presentado a la novia de este Sarita y a su mejor amigo Walter, cuyo amante Matthew se hallaba fuera cazando. Más tarde, tras una cena tensa donde los intereses de Clementine se dividían entre sus viejos y nuevos amigos, Luke le revela la identidad de Matthew cómo el hombre solitario asesinado por Nick, por ende, Clem se dispone a ocultar un cuchillo de caza hurtado de las propiedades del difunto, sólo para tener una charla cada vez más acalorada con un Walter consciente de lo ocurrido, la discusión escala y Nick queda comprometido, pero se ven interrumpidos cuando uno de los molinos eólicos que abastecen de energía al lugar comienza a fallar y crear ruido que atrae a los caminantes de la zona. 
El grupo se divide tratando de mitigar la amenaza, quedando vulnerables cuando son emboscados por Carver y sus hombres, quienes los dominan y declaran sus intenciones de hacerlos pagar por los hombres caídos, asesinando a Walter en el proceso (y a Alvin, dependiendo de las decisiones del jugador), y tomándolos como prisioneros a excepción de Luke, quien ha desaparecido.
Episodio 3: En peligro
El episodio comienza con Clementine mirando fijamente una polilla en un árbol: ella acompaña a Sarah, quien hace una pausa para ir al baño en el bosque. Sarah le agradece por acompañarla, luego Troy, un hombre de Carver, las llama (gritando) preguntándoles si ya han terminado. Regresan a su lado en la parte trasera de un camión donde Clementine y su grupo deberán permanecer prisioneros. Pero antes de volver a esta prisión rodante, Clementine sorprende a Carver hablando por un walkie-talkie. Ella escucha la conversación y Carver la nota: le explica fríamente que no es educado escuchar las conversaciones de la gente. (El jugador puede elegir entre disculparse o seguir mirándolo fijamente). Si el jugador elige disculparse, Carver acepta las disculpas. Si el jugador elige seguir escuchando la conversación, Carver da un golpe seco en una de las mejillas de Clementine, haciéndola sangrar, y le ordena que no lo ponga a prueba. Troy aprovecha este momento de "corrección" para empujar a Clementine y Sarah dentro del camión, donde ya se encuentra el resto del grupo, atado. Antes de que Troy cierre las puertas del camión, Kenny grita preguntando si han herido a Clementine. Troy no le responde y cierra las puertas.
En un completo silencio, todos se preocupan por lo que podría suceder una vez que el camión llegue a su destino, aún desconocido. De repente, Kenny sugiere que deberían hacer algo antes de que ocurra algo peligroso para ellos. Entonces le pide a Clementine que le entregue algo puntiagudo para cortar las ataduras que los mantenían atados. Carlos intenta razonar con Kenny diciéndole que eso solo atraerá más problemas. Discuten (el jugador puede elegir restablecer la calma). Kenny nota un tubo a su lado: usa sus bordes afilados para cortar las ataduras. Clementine puede ponerse del lado de Kenny mientras él llega con un plan. Rebecca le dice que no puede permitirse hacer cualquier cosa porque sus captores tienen armas y podrían usarlas contra él. Kenny le dice al grupo de Luke, aparentemente dejado en el lugar, que el resto piensa que está en algún lugar elaborando un plan para ayudarlos a escapar. El camión está a punto de llegar al material de Howe y Kenny le dice a Clementine que lo ayude de cualquier manera que pueda y que no se matará en el proceso. Entonces camina hacia la puerta, esperando que se abra, el camión hace una parada repentina y brusca, provocando que Kenny golpee su rostro contra la puerta. Mientras cae y pierde el conocimiento por unos momentos, Sarita se apresura para asegurarse de que esté bien.
El camión es abierto por Troy, quien es acompañado por Frédéric y una Bonnie aparentemente ansiosa y que parece perturbada por los eventos en la cabaña de esquí. Luego el grupo se dirige a la ferretería. Carver es visto hablando en un micrófono en un lugar elevado, diciendo a su gente que están recibiendo a algunos antiguos y nuevos clientes. Troy parece llevarse a Carlos, diciéndole que tiene trabajo que hacer. Carlos pregunta si puede esperar hasta mañana, ya que está cansado; pero finalmente decide quedarse con Troy. Sarah está preocupada por este tema, diciendo que necesita a su padre porque siempre está a su lado en cualquier ocasión. La respuesta de Clementine diferirá dependiendo de si son amigos o si Clementine fue abofeteada por Carver un poco antes. El resto del grupo está encerrado en un jardín llamado "la pluma", que es una región donde aquellos que infringen las reglas del escultor son enviados para ganar el camino de regreso.
El grupo es recibido por Reggie, un viejo amigo, sobre el cual Rebecca y los demás están sorprendidos de descubrir que ha perdido un brazo. Decidido, Nick decide acercarse a él y decirle que es su culpa que haya perdido su brazo, pero este último le cuenta que si fuera su culpa, se lo habría dicho. Luego Rebecca presenta a sus nuevas amigas y Reggie hace preguntas sobre el paradero de Carlos y se le responde que Carlos está con el escultor. Luego pregunta sobre Pete y se le responde con silencio; en respuesta, frunce el ceño insinuando su muerte. Reggie les cuenta que estaba trabajando afuera cuando un caminante se deslizó detrás de él, le disparó en el brazo, que fue amputado inmediatamente por otro trabajador. Dice que el escultor le dio una segunda oportunidad y que está muy cerca de recuperar su libertad. Les dijo que los ayudaría con gusto a intentar escapar nuevamente una vez que haya ganado la confianza de Carver. Clementine puede aceptar o rechazar la ayuda de Reggie, quien indica al grupo que no son realmente malos en esta comunidad y que pueden divertirse, aunque haya trabajo forzado en el proceso. Rebecca se sorprende por las palabras de Reggie, pero le dice que Carver podría haberlo matado porque lo ayudó a escapar la primera vez. Clementine puede decir que asesinó a su amiga y Rebecca dirá que Alvin murió a sus manos.
Episodio 4: Entre las ruinas
Las escenas de apertura del episodio dependen de cómo hayas salvado a Sarita al final de "En route vers le danger":
Si cortas el brazo de Sarita: el episodio comienza con Sarita gritando de dolor. Aturdida, le pregunta a Clementine por qué le cortó el antebrazo, antes de que los caminantes la rodeen y la ataquen. Al escuchar sus gritos, Kenny viene a su rescate, junto con Mike. Mata a todos los caminantes, pero Sarita se desploma mortalmente herida debido a la hemorragia. Kenny culpa a Clementine por lo que le pasó a Sarita y le dice que se mantenga alejada de ellos. Clementine deberá elegir entre poner fin al sufrimiento de Sarita o convencer a Kenny de dejarla. Si se elige la primera opción, Kenny agarrará a Clementine y la llamará "estúpida niña" y le dirá que todo esto es culpa suya. Si se elige la segunda opción, Kenny aún se negará a irse y Clementine puede elegir matar a Sarita con un hacha o no hacer nada. No hacer nada resultará en que Kenny deje que Sarita se reanime. Kenny sigue enojado con Clementine y la culpa aún más con una hostilidad creciente. Mike agarra a Kenny y los dos se pelean, dejando a Clementine a su suerte, quien deberá escapar por su cuenta.
Si mataste al caminante que atacó a Sarita: Sarita entrará en pánico al ver su brazo infectado. Kenny y Mike llegan para ayudar y los tres escapan del rebaño juntos, aunque Clementine se queda atrás y debe escapar por su cuenta.
Saliendo de la antigua tienda atacada por los zombis, el grupo se refugia a unos kilómetros de distancia, cerca de un sitio de visita. Aquí, Kenny permanecerá varias horas sin hablar, mirando el cadáver de Sarita si no le cortaste el brazo, o quedándose solo si le cortaste el brazo a Sarita. Luke, Sarah y Nick están desaparecidos. El padre de Sarah, Carlos, murió tratando de escapar con Sarah, lo que provocó una crisis en la adolescente, quien ahora está desaparecida. Jane y Clementine van a buscar a los tres miembros desaparecidos. En el camino, Clementine encuentra las gafas de Sarah. Al llegar a un pequeño motel, Clementine y Jane encuentran a Nick transformado en un caminante, atrapado en una reja. Delante de ellas, se escuchan los llantos de Sarah y los gritos de Luke. Clementine deberá hacer ruido atrapando a un caminante en un coche para dejar el claxon activo mientras Jane se encarga de los caminantes. Al llegar a la habitación, Luke está con Sarah, encerrados. Al llegar al rescate, aparecerán más caminantes y deberán salir por la ventana del techo. Aquí tendrás la opción de abandonar a Sarah, que no reacciona, o forzarla a venir contigo. Jane te desaconsejará forzarla a seguirte.
Al llegar al campamento con o sin Sarah, Kenny seguirá de luto en su tienda y las personas del grupo se reunirán. Rebecca, que sufre, está muy débil y necesita recursos. Clementine se va con Bonnie y Mike en una expedición para encontrar suministros en un museo. Clementine o Bonnie serán atacadas por un zombi escondido detrás de un puesto y el grupo regresará sano y salvo con un abrigo para Rebecca, que pronto dará a luz, ya que tiene contracciones repentinas al regresar de la expedición al museo. Clementine deberá convencer a Kenny de salir de su duelo para ayudar a Rebecca a dar a luz, ya que es el único que sabe un poco del tema gracias a su difunta esposa Katjaa. Kenny comenzará el trabajo de parto con Rebecca y, mientras tanto, Jane y Clementine deberán encontrar un refugio seguro para el parto. Las dos compañeras salen a explorar y descubren un lugar ideal para el parto y encuentran a Arvo, un adolescente ruso que intenta esconder medicamentos. Estos medicamentos ayudarán a Rebecca en su parto, ya que sufre contracciones. Aquí tendrás dos opciones: robar a Arvo o dejarlo ir. Después de esta acción, regresarás al campamento para trasladar al grupo al refugio seguro. Al llegar, Rebecca ya habrá roto aguas y estará en pleno trabajo de parto con Kenny a su lado para ayudar a dar a luz al bebé. Hordas de caminantes llegarán atraídas por los gritos de Rebecca en pleno trabajo de parto. Sarah morirá si la salvaste, ya que no tendrá fuerzas para luchar. Jane intentará ayudarla en vano. Después de esto, Rebecca dará a luz a un bebé que Clementine llamará Alvin Junior (AJ). Aquí tendrás la opción de partir esa misma noche o dejar que Rebecca descanse y partir al día siguiente, sabiendo que está muy débil. Jane decidirá irse, sintiéndose culpable y no queriendo sufrir más por perder a seres queridos como su hermana. Al partir, te encontrarás con Arvo, quien te atacará, ya sea que le hayas robado los medicamentos o no. La escena se cerrará con los dos grupos enfrentándose: tu grupo (armado) frente al grupo de Arvo (fuertemente armado) y Rebecca muriendo de frío con AJ en sus brazos. Tu última opción será disparar a Rebecca o pedir ayuda. Si no disparas a Rebecca, Kenny lo hará por ti.
Episodio 5: Sin regreso
El juego continúa desde donde lo dejaste en el episodio 4, justo en medio del tiroteo. Luke te llama para que te escondas con él, pero notas al bebé en el suelo. Puedes elegir ir a buscarlo antes de unirte a Luke; en ese caso, él te felicitará y te explicará que no lo había visto. Te pedirá que lo cubras, pero recibirá un disparo en la pierna. Si decides no salvar al bebé, Luke lo hará y recibirá el disparo en la pierna. Arvo intenta reanimar a su hermana cuando Kenny lo atrapa y amenaza con matarlo. La hermana, que estaba muerta, se despierta como caminante y se acerca a ti. Deberás matarla, lo que hará que Arvo te odie. La batalla continúa cuando Jane sorprende a tus enemigos por detrás y los mata. Kenny es desagradable con Arvo, pero él se queda en tu grupo para mostrarte el camino hacia una casa con comida. Tú y el resto del grupo caminarán y, poco antes del anochecer, se detendrán para pasar la noche. Al día siguiente, continuarán caminando. Kenny casi es mordido y deberás disparar a la cabeza del caminante. Seguirán caminando y verán la casa de la que hablaba Arvo. Tendrán que cruzar un lago congelado para llegar, pero el hielo cerca de Luke comenzará a romperse y una de sus piernas quedará atrapada. Podrás intentar sacarlo de allí, en cuyo caso caerás con él y un caminante lo arrastrará al fondo del lago antes de que Jane pueda rescatarte. Si decides cubrirlo mientras intenta liberarse solo, entonces Bonnie irá a ayudarlo y caerá en el lago. Luke golpeará el hielo y tú intentarás romperlo para permitirle salir, pero Jane te dirá que es demasiado tarde. Si aun así continúas, caerás y verás el cuerpo sin vida de Luke antes de que Jane te ayude y Bonnie también se salvará. Si decides no romper el hielo, no caerás y Bonnie no se salvará. En cualquier caso, Luke muere. Al llegar a la casa, Kenny arremeterá contra Arvo diciendo que fue su culpa. Mike lo defenderá, pero Kenny lo golpeará diciendo que mentía sobre la comida, justo cuando Jane llega con las provisiones de las que hablaba el joven ruso.
Durante la noche, oirás susurros. Saldrás de la casa y verás a personas cerca de un coche que Kenny había reparado. Puedes amenazarlos con tu pistola, pero cuando se den la vuelta, te darás cuenta de que son Mike y Arvo. Este último te amenazará con un rifle. Si Bonnie no ha muerto, se unirá a ellos con todas las provisiones. Te explicarán que quieren irse y te pedirán que guardes silencio. Puedes elegir negarte a ir con ellos y llamar a Kenny y Jane; en ese caso, Arvo te disparará. De lo contrario, puedes pedir ir con ellos; en ese caso, puedes darle tu arma a Mike, pero Arvo te disparará de todos modos. Caerás y tu visión se volverá borrosa, pero escucharás a Kenny salir de la casa. Te despertarás al oír a Lee decirte: "Clem, Clementine" y te encontrarás en la caravana del episodio 3 de la primera temporada. Intentarás entender lo que pasa y él te dirá que fue solo una pesadilla. Hablarás con él y te dormirás en su hombro, despertando en un coche con Kenny al volante y Jane con el bebé al lado. El momento con Lee fue un flashback. Kenny te explicará que los demás se fueron por su cuenta antes de discutir con Jane. Él quiere ir a Wellington, hacia el norte, pero ella quiere ir hacia el sur y volver al campamento de Carver. Kenny detendrá el coche y saldrá. Te quedarás con Jane y el bebé cuando lleguen caminantes; tendrás que conducir el coche. Un caminante atravesará el parabrisas y detendrás el coche. Jane saldrá primero con el bebé y, cuando tú salgas, no los verás debido a la nieve. Avanzarás entre los caminantes sin ver bien la situación hasta llegar a un área de descanso, donde Kenny está dentro. Quiere ir a buscar al bebé cuando Jane llega, pero el bebé ya no está con ella. Kenny y Jane se pelearán y puedes dejar que Kenny la mate; en ese caso, puedes elegir matarlo o quedarte con él. Encontrarás al bebé en un coche y, si no mataste a Kenny, los tres irán hacia Wellington. Allí te dirán que no tienen espacio, pero buscarán la manera de quedarse con los niños, pero no con Kenny. Puedes quedarte allí con el bebé o irte con AJ y Kenny. Si no dejas que Kenny mate a Jane, deberás matarlo; encontrarás al bebé en un coche. Jane se disculpará por haber planeado esto y haberte forzado a matar a Kenny para mostrarte su "verdadera naturaleza". Puedes decidir no perdonarla y seguir tu camino con el bebé, o perdonarla e ir los tres al campamento de Carver. Llegando allí, una pequeña familia pedirá entrar; puedes dejarlos o decirles que se vayan. En cualquier caso, el bebé se quedará contigo.

## Reparto
| Personaje            | Actor              |
| -------------------- | ------------------ |
| Clementine           | Melissa Hutchison  |
| Kenny                | Gavin Hammon       |
| Luke                 | Scott Porter       |
| Rebecca              | Shay Moore         |
| Jane                 | Christine Lakin    |
| Nick                 | Brian Bremer       |
| Dr. Carlos           | Andrew Chaikin     |
| Sarah                | Louisa Mackintosh  |
| William Carver       | Michael Madsen     |
| Arvo                 | Michael Ark        |
| Mike                 | Dan White          |
| Bonnie               | Erin Yvette        |
| Alvin                | Dorian Locket      |
| Sarita               | Julian Farmer      |
| Peter Joseph Randall | Brian Sommer       |
| Troy                 | Owen Thomas        |
| Walter               | Kliff VandenHuevel |
| Reggie               | Kumail Nanjiani    |

## Desarrollo
Cuando Telltale Games adquirió el derecho de hacer videojuegos basados en los cómics The Walking Dead, firmaron un contrato para una licencia "multi-year, multi-platform, multi-title". Esta licencia entró en vigor después del éxito de la primera temporada de The Walking Dead, cuando Telltale comisionó una segunda serie de juegos basados en la franquicia. El primer videojuego fue considerado altamente acertado.
Al comienzo del ciclo de escritura para la segunda temporada, habían debatido quién sería su personaje principal incluyendo la introducción de un nuevo grupo de supervivientes que podrían utilizar para elaborar las historias de personajes de la primera temporada, o con un nuevo "protector" Para Clementine. Finalmente acordaron usar a Clementine como el personaje principal, ya que sentían que su historia necesitaba ser continuada. Al cambiar la perspectiva del jugador de la de Lee a Clementine, querían crear un "tipo diferente de agencia" que el jugador experimentará. En lugar del jugador, como Lee, buscando ayudar a Clementine y otros, el jugador como Clementine ahora tendría que determinar en quién confiar para ayudarla. También enfatizan esta nueva perspectiva usando varios ángulos de cámara desde una perspectiva baja, para enfatizar que Clementine es un niño en comparación con otros que conoce. Los desarrolladores también reconocieron que necesitaban evitar que Clementine se sintiera una "copia" del personaje de la primera temporada y en su lugar algo elaborado por las decisiones del jugador. Para resolver esto crearon el primer escenario del juego que la separaría de los personajes familiares y que se sintiera un resultado de las acciones del jugador, para que el jugador se conectara directamente con la situación de Clementine. El concepto que tenían en mente de escribir para la segunda temporada era "[Clementine tiene] once años y el mundo no le importa".
Al igual que en la temporada anterior, Telltale planea lanzar la segunda temporada para los equipos Microsoft Windows y OS X, PlayStation 3, Xbox 360, PlayStation Vita y dispositivos iOS. Telltale está trabajando actualmente para llevar la primera temporada y su DLC a la consola de Ouya, y está planeando lanzar la segunda temporada para Ouya también. Los lanzamientos de las consolas PlayStation 4 y Xbox One fueron anunciados en mayo de 2014 con su lanzamiento en una fecha posterior, junto con versiones al por menor del juego para consolas PlayStation 3 y Xbox 360.
La temporada fue anunciada oficialmente a finales de octubre de 2013. El anuncio mostró a Clementine como el personaje jugable para el juego, ambientado en algún momento después de los eventos de la primera serie. El director ejecutivo de Telltale, Dan Conners, afirmó que esto pondrá a los "jugadores en la piel de un papel principal que desafiará sus expectativas de cómo sobrevivir en un mundo donde nadie puede confiar". [33] El primer episodio fue lanzado en el cuarto trimestre de 2013, con episodios posteriores lanzados entre cuatro y seis semanas de diferencia. 

## Secuela y spin off
Telltale Games y Skybound Entertainment anunciaron la miniserie The Walking Dead: Michonne que saldría al mercado en febrero de 2016 y la tercera temporada titulada The Walking Dead: A New Frontier que lanzarían dos primeros episodios en diciembre de 2016.